# 増田いずみ
増田 いずみ（ますだ いずみ、1967年 - ）は日本の歌手。日本におけるクラシカル・クロスオーバーの草分けともいえる存在である。夫は文楽の太夫、六代目竹本織太夫。

## 略歴
宮崎県日南市出身。山口県下松市立下松中学校、山口県立光丘高等学校を経て国立音楽大学及び同大学院オペラ科を修了、伊藤京子に師事した。1997年に文化庁オペラ在外研究員に選ばれ、3年間ニューヨークのジュリアード音楽院に留学し、ダニエル・フェロウに師事した。またこれと並行してハンター大学では演劇を学んだ。
この留学中にオペラなどクラシックの楽曲に自ら詞をつけポップス風にアレンジして歌う活動を開始した。現在こうしたスタイルは「クラシカル・クロスオーバー」と呼ばれることが多いが、彼女自身は「ポップ・オペラ」という用語を用いている。2000年に帰国するとライブハウスを中心に自身のスタイルでの活動を開始した。
2001年に宮本亜門演出のミュージカル『キャンディード』でヒロイン役を務めた。翌2002年には彼女の歌声に感銘を受けたエンニオ・モリコーネからオリジナル曲「ロマンス」の提供を受けた。これがNHKの大河ドラマ『武蔵 MUSASHI』の挿入歌に起用されたことで広くその名を知られるようになった。2003年5月には『スタジオパークからこんにちは』に出演した。また、2004年には『ファイナルファンタジーXI プロマシアの呪縛』のエンディング曲「Distant Worlds」のボーカルを務めた。
2003年3月に『ヒール・マイ・ハート』でアルバム・デビュー。タイトル曲は映画『クイール』の挿入歌に採用された。2004年10月には『レッドスワン』を、2005年10月には『ROMEO & JULIET』をリリースした。

## ディスコグラフィ
- ヒール・マイ・ハート（2003年3月5日）
- レッドスワン（2004年10月21日）
- ROMEO & JULIET（2005年10月21日）